# Kiyonobu Suzuki
Kiyonobu Suzuki (鈴木 清信?, Suzuki Kiyonobu; Niigata, 20 novembre 1950) è un doppiatore giapponese (seiyū).
È famoso principalmente per prestare la voce ad Hayato Kobayashi nel doppiaggio originale della serie animata Mobile Suit Gundam.

## Serie televisive
- Carletto il principe dei mostri - Banno e Guragon
- GeGeGe no Kitaro - Osore
- Mirmo - Tain
- Pokémon - Gengar
- Scuola di polizia - Zed
- Spider Riders - Presidente